# Plan de Man
 (avril 2021).
Si vous disposez d'ouvrages ou d'articles de référence ou si vous connaissez des sites web de qualité traitant du thème abordé ici, merci de compléter l'article en donnant les références utiles à sa vérifiabilité et en les liant à la section « Notes et références ».
 (février 2020).

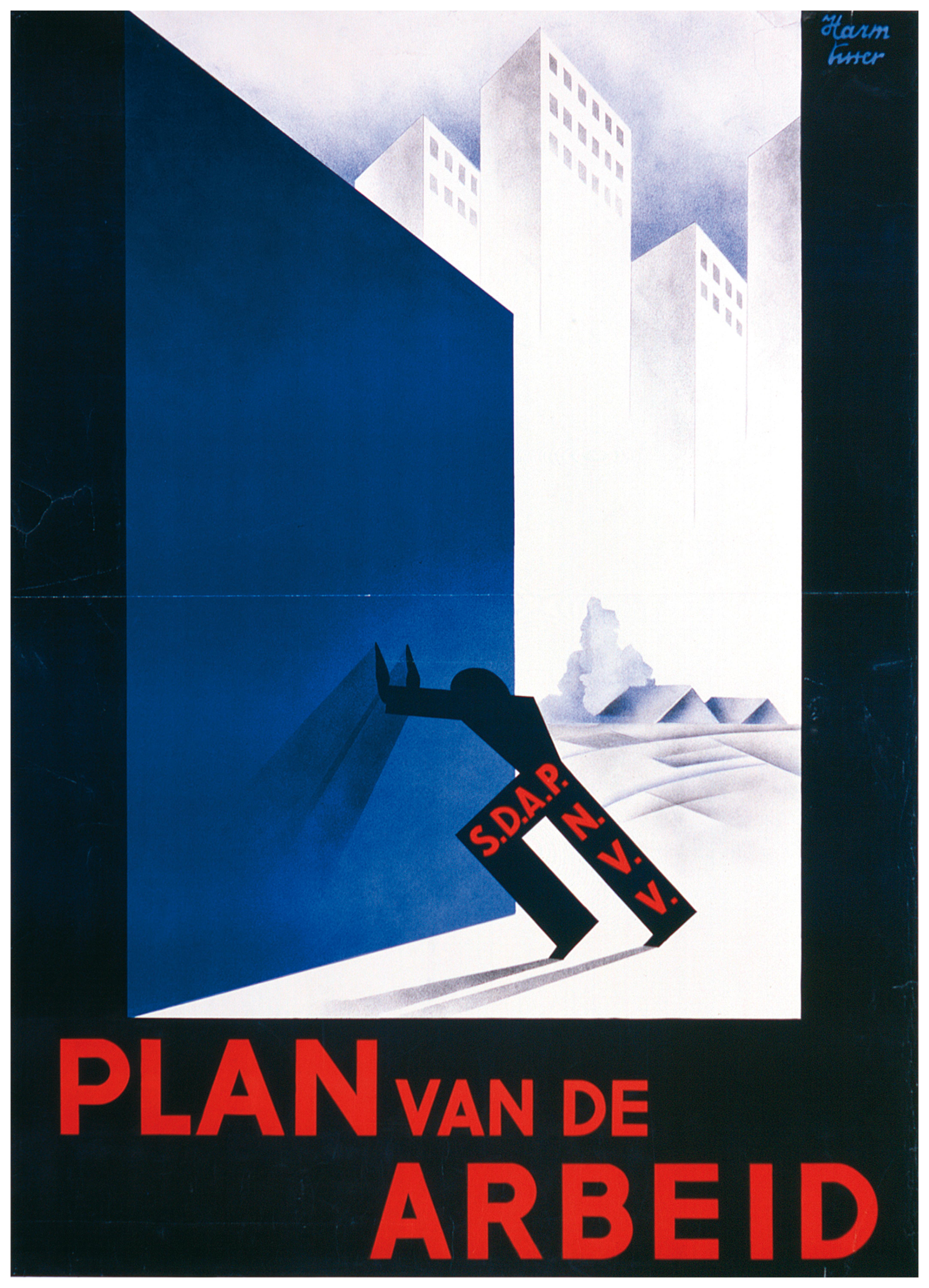
Affiche de promotion du SDAP et du NVV pour le "plan pour le travail".

Le Plan de Man ou Plan du travail (en néerlandais : Plan van de Arbeid ), est une politique économique conçue en 1933 par le politicien belge Henri de Man du Parti ouvrier belge (POB) pour lutter contre la situation économique que la Belgique a connue au lendemain de la Grande Dépression . Le plan, décrit comme un "plan de travail", est l'un des premiers exemples de la doctrine de de Man du " planisme " (planification de l'État). Cette politique vise à "inculquer un système économique mixte" par la création "d'un secteur nationalisé couvrant l'organisation du crédit et les principales industries qui ont déjà en réalité été monopolisées".